# Ilias Papatheodorou
Ilias Papatheodorou (griechisch Ηλίας Παπαθεοδώρου, * 20. Juni 1975 in Athen, Griechenland) ist ein griechischer Basketballtrainer.

## Trainerkarriere

### Vereinsebene
Der 1975 in Athen geborene Papatheodorou erlernte das Basketballspiel und dessen Regelwerk in den Akademien des Athinaikos, bevor er im Alter von zwanzig Jahren selbst begann. dort Jugendliche zu trainieren. Mit 26 Jahren wurde er als Assistent in das Trainerteam der ersten Mannschaft berufen und bereits eine Saison später übernahm er als Cheftrainer beim in Larisa ansässigen Larisaikos. Ab 2004 trainierte er den Verein Markopoulos und ab 2007 heuerte Papatheodorou bei Kifisia an. Diesen führte er auf direktem Wege von der sechsten (Liga B ESKA) bis in die erste Liga.
Im Sommer 2016 wechselte Papatheodorou nach Kasachstan. Er gewann dort mit dem BK Astana ungeschlagen das Double bestehend aus Meisterschaft und Pokal und führte den Verein bis in die erste Runde der Playoffs der VTB League, in der BK Astana dem späteren, von Dimitris Itoudis gecoachten, Meister ZSKA Moskau mit 0:3 Spielen unterlag. Im Sommer 2017 holte ihn PAOK Saloniki zurück nach Griechenland, diesen führte er zweimal ins Achtelfinale der Champions League und 2019 ins Finale des griechischen Vereinspokals. Seit der Saison 2019/20 leitet Papatheodorou die Spielvereinigung AEK Athen.

### Nationalmannschaft
Im Sommer 2013 wurde Papatheodorou die U–18 Auswahl der griechischen Nationalmannschaft anvertraut und folgend übernahm er auch die Auswahlen der U–19 und U–20. Diese leitete er bis zum Sommer 2018.

## Erfolge
- Erster Platz der A2 Ethniki mit Kifisia: 2013
- kasachischer Meister mit BK Astana: 2017
- kasachischer Pokalsieger mit BK Astana: 2017
- Europameister mit der U–18 Auswahl: 2015
- Europameister mit der U–20 Auswahl: 2017

## Weblink
- Biographie Ilias Papatheodorou auf der Vereinsseite des AEK (griechisch)

| Personendaten    | Personendaten                    |
| ---------------- | -------------------------------- |
| NAME             | Papatheodorou, Ilias             |
| ALTERNATIVNAMEN  | Παπαθεοδώρου, Ηλίας (griechisch) |
| KURZBESCHREIBUNG | griechischer Basketballtrainer   |
| GEBURTSDATUM     | 20. Juni 1975                    |
| GEBURTSORT       | Athen                            |